# Dasyhesma abnormis
Dasyhesma abnormis är en biart som först beskrevs av Rayment 1935.  Dasyhesma abnormis ingår i släktet Dasyhesma och familjen korttungebin. Inga underarter finns listade i Catalogue of Life.

## Bildgalleri

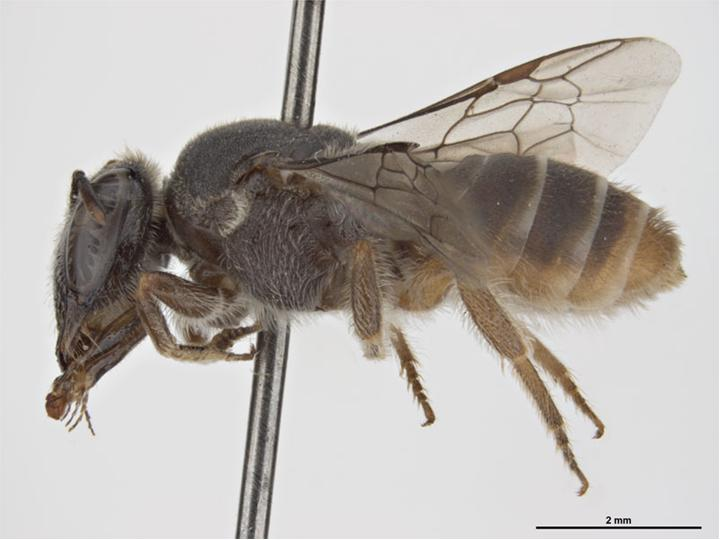